# Die letzten Tage der Menschheit
Die letzten Tage der Menschheit ist eine „Tragödie in 5 Akten mit Vorspiel und Epilog“ von Karl Kraus. Sie entstand in den Jahren 1915 bis 1922 als Reaktion auf den Ersten Weltkrieg. In 220 Szenen, die vielfach auf authentischen zeitgenössischen Quellen beruhen, wird die Unmenschlichkeit und Absurdität des Krieges dargestellt. Das Stück ist einem „Marstheater“ zugedacht und bisher noch nie komplett aufgeführt worden.

## Entstehungsgeschichte
Nach Ausbruch des Ersten Weltkriegs schwieg Karl Kraus zunächst in der Öffentlichkeit, seine Zeitschrift Die Fackel erschien auch nach der üblichen Sommerpause nicht. Erst am 19. November 1914 hielt er in seiner 80. Vorlesung die „Anrede“ In dieser großen Zeit, die auch in der Nr. 404 von Die Fackel am 5. Dezember 1914 erschien. Darin wandte er sich entschieden gegen den Krieg.
Im Juli 1914 formulierte Kraus sein Arbeitsprogramm für »Die Letzten Tage der Menschheit«:

„Vor dem Totenbett der Zeit stehe ich und zu meinen Seiten der Reporter und der Photograph. Ihre letzten Worte weiß jener, und dieser bewahrt ihr letztes Gesicht. Und um ihre letzte Wahrheit weiß der Photograph noch besser als der Reporter. Mein Amt war nur ein Abklatsch eines Abklatsches. Ich habe Geräusche übernommen und sagte sie jenen, die nicht mehr hörten. Ich habe Gesichte empfangen und zeigte sie jenen, die nicht mehr sahen. Mein Amt war, die Zeit in Anführungszeichen zu setzen, in Druck und Klammern sich verzerren zu lassen, wissend, dass ihr Unsäglichstes nur von ihr selbst gesagt werden konnte. Nicht auszusprechen, nachzusprechen, was ist. Nachzumachen, was scheint. Zu zitieren und zu photographieren.“

Vielleicht bedingt durch seine Versöhnung mit Sidonie Nádherná von Borutín im Sommer 1915 äußerte sich Kraus’ Kriegsgegnerschaft auch in verstärkter Produktivität. Zwischen dem 5. und 22. Juli stellte er den Band Untergang der Welt durch schwarze Magie aus Artikeln der Fackel zusammen. Ab dem 26. Juli arbeitete er an seinem Weltkriegsdrama, das ab Oktober den Titel Die letzten Tage der Menschheit trug. Einzelne Szenen veröffentlichte er in Nummern der Kriegs-Fackel, viele andere Texte der Fackel sind Vorstufen zu Szenen im Drama, Fackel und Drama sind zu großen Teilen zeitgleich entstanden. Wesentliche Teile entstanden bis Sommer 1917, vor allem während Kraus’ Aufenthalten in der Schweiz.
Etwa ein Viertel des Stücktextes ist aus Originalzitaten montiert: aus Zeitungen, militärischen Tagesbefehlen, Gerichtsurteilen, eigenen und fremden Briefen, Verordnungen und Erlassen, Verlautbarungen des Kriegspressequartiers, Anordnungen der Zivilbehörden, Kriegspredigten, Ansprachen, Prospekten, aber auch Postkarten, Photos und Plakaten u. a. Kraus schrieb darüber im Vorwort: Die unwahrscheinlichsten Taten, die hier gemeldet werden, sind wirklich geschehen; ich habe gemalt, was sie nur taten. Die unwahrscheinlichsten Gespräche, die hier geführt werden, sind wörtlich gesprochen worden; die grellsten Erfindungen sind Zitate. Die erste Fassung des Dramas ist noch wesentlich geprägt von Kraus’ konservativer Haltung, die er bis in die zweite Hälfte des Weltkriegs beibehielt. Er war ein Verehrer des Thronfolgers Franz Ferdinand gewesen, schätzte die Habsburger und das österreichische Militär hoch. In dieser Phase machte er vor allem die liberale Presse, besonders die Neue Freie Presse, hauptverantwortlich für den Krieg. Erst ab etwa 1917 löste er sich von dieser Sicht und näherte sich der Sozialdemokratie an. Neben der Presse machte er jetzt auch die Habsburger, verantwortungslose Politiker und Militärs für den Krieg verantwortlich. Besonders scharf griff er Wilhelm II. an, dem er – gestützt auf Erinnerungen seiner Zeitgenossen an ihn – Inkompetenz, Größenwahn und Sadismus vorwarf.
Erscheinen konnte das Werk erst nach Aufhebung der Zensur. Noch am 13. Dezember 1918 erschien der Epilog als Sonderheft der Fackel, weitere Teile (mit jeweils zwei Akten) folgten im April, August und (wahrscheinlich) September 1919. Diese sogenannte Aktausgabe erreichte mit Nachdrucken eine Auflage von 6.000 Exemplaren.
Bedingt durch seine veränderte Einstellung zu den Habsburgern und dem Militär sowie auch durch erst nach Kriegsende zugängliche Informationen veränderte Kraus in den nächsten Monaten die Letzten Tage wesentlich. Rund 50 Szenen kamen neu hinzu, während nur eine gestrichen wurde. Die Szenenabfolge wurde völlig verändert. Die Dialoge zwischen dem Optimisten und dem Nörgler wurden ausgebaut, ebenso die deutschlandkritischen Bereiche. Die Verehrer der Reichspost wurden eingefügt, um neben der liberalen Neuen Freien Presse nun auch die christlich-soziale Reichspost bloßzustellen.
Die sogenannte Buchausgabe erschien am 26. Mai 1922 in einer Auflage von 5.000 Stück. Die korrigierten Druckfahnen umfassten mehr als 16.000 Seiten, ehe das Werk seine endgültige Fassung bekam. Eine zweite, gleich hohe Auflage folgte im Dezember 1922. Die dritte Auflage 1926 von 7.000 Stück blieb bis zum Tode von Kraus lieferbar. Das Frontispiz der ersten Buchausgabe zeigt das offizielle Foto der Hinrichtung des italienischen Irredentisten und ehemaligen Reichsratsabgeordneten Cesare Battisti durch den Wiener Scharfrichter Josef Lang 1916 in Trient.

## Das Werk

### Inhalt
Das Drama hat keine fortlaufende Handlung, sondern besteht aus 220 unterschiedlich langen Szenen, die eine Vielzahl realer und fiktiver Figuren – von den Kaisern Franz Joseph und Wilhelm II. bis zum „einfachen Soldaten, der namenlos ist“ – in verschiedenen Situationen des Kriegsalltags zeigen. Das Werk ist zeitlich geordnet vom Sommer 1914 vor Kriegsausbruch (Vorspiel), durch die viereinhalb Kriegsjahre in fünf Akten, bis zu einem expressionistischen Epilog, der zur Gänze auf den Schlachtfeldern spielt.
Nur wenige Szenen führen den Leser in die Nähe der Kampfhandlungen oder gar direkt an die Front. Die wahren Gräuel des Krieges sieht Kraus im Verhalten jener Menschen, die in ihrer Oberflächlichkeit Ernst und Schrecken des Krieges weder wahrnehmen wollen noch können, sondern sich fernab vom Schauplatz bereichern und den Krieg mit Phrasen beschönigen: Journalisten, Kriegsgewinnler, hohe Militärs, die sich fern vom Schlachtfeld im Ruhm ihres militärischen Ranges suhlen.

„Wir haben den Krieg bislang zu sehr von der Vorderseite aus gesehen. An die Kulisse haben die wenigsten gedacht. Hier wird sie uns in erschreckender Plastik zum erstenmal gezeigt. Was wir bisher von dem Elend gesehen, den Mord und die Vernichtung, ist noch nicht der Krieg in seinem ganzen Umfang gewesen. Die zerfetzten Leiber, die im Drahtverhau zappelnden Verwundeten, die Leiden des Schützengrabens, die brennenden Dörfer und Städte, die geplünderten Heimstätten, die entehrten Frauen, die versklavten Männer sind Erscheinungen der Vorderseite jener angeblich gottgewollten Einrichtung. Kraus wendet unsern Blick erbarmungslos zu den noch größeren Greueln der Rückseite. Er läßt uns einen Einblick tun in jenes Getriebe, aus dem das Gift herausgewachsen ist, und zeigt uns, wie dieses belebend auf die Mikroben der Fäulniserregung einwirkt. Er zeigt uns, wie der aufgewirbelte Schlamm sich an der Sonne lieblich färbt, der Eiter in Gold erglänzt, der Kot sich als Edelstein gibt. Man faßt sich bei der Lektüre dieses Werkes an den Kopf und sagt sich kleinlaut: Wir haben bisher falsch gesehen, unsere Anschauung vom Krieg war Irrtum; Dieser hat erst das Land des Krieges entdeckt, an dessen Küsten wir bislang herumirrten. Dieser lehrt uns sehen. In Karl Kraus’, des Wieners, »Letzte Tage der Menschheit« sehen wir den Krieg zum ersten Mal von allen Seiten.“

Die Technik von Kraus’ Satire besteht großenteils darin, dass er teils wörtlich, teils nur dem Tonfall nach Zitiertes in den Dialogen der Szenen so montiert, dass gedankenlose Rücksichtslosigkeit, Dummheit und Verlogenheit offenbar werden: Zum Beispiel im feinen Ton, den wir selbst gegenüber den Feinden anschlagen, die doch die größte Pakasch sind auf Gottes Erdboden (I, 11). Kraus entlarvt die Phrasen und Worthülsen („Der Krieg sei ausgebrochen“ – scheinbar, wie eine unabwendbare Naturkatastrophe) und weist auf die Profiteure hin. In nuce findet sich Kraus’ darauf bezogene Kritik im Satz des Nörglers, Kraus’ Alter Ego in dem Werk: Jawohl, es handelt sich in diesem Krieg!
Die Dialoge enthalten jüdische, wienerische und berlinerische Wortfetzen, mundartliche Ausdrücke, Redensarten, geflügelte Worte, Phrasen sowie literarische und musikalische Anspielungen und Zitate. Das Stück ist eine strukturierte Großcollage, gesammelt, montiert, einverleibt, verdaut – und als großes Drama wieder ausgespuckt. Über die Hälfte des Textes sind wörtliche Zitate, die auf Dokumenten beruhen, die Kraus über viele Jahre gesammelt hat. Zeitungsartikel, zufällig erlauschte Gespräche und solche, an denen er selbst beteiligt war, Briefe, Verlautbarungen, Gerichtsurteile, Verordnungen und Erlässe, Annoncen, Ansprachen, Tagebücher, Kriegspredigten, Prospekte, aber auch Postkarten, Photos, Plakate.
Das Drama endet in einer apokalyptischen Szene mit der Auslöschung der Menschheit durch den Kosmos.
„Ich habe es nicht gewollt“ – der letzte Satz Gottes im Drama – ist auch eine Anspielung auf eine Äußerung Kaiser Wilhelms II.

### Schauplätze
Die 220 Szenen finden an insgesamt 137 unterschiedlichen Orten statt, die Schauplätze umfassen das gesamte vom Krieg erfasste Gebiet, von Serbien, Bosnien und Galizien bis nach Frankreich, Italien und Russland. Über die Hälfte aller Szenen spielt in Wien, andere in Berlin, Belgrad, Konstantinopel, Sofia, in den Karpaten, am Semmering und im Vatikan.
Trotz ständiger Ortswechsel bleibt der Zuschauer aber zumeist in weiter Entfernung zum tatsächlichen Kampfgeschehen. Nur 33 Szenen spielen direkt an der Front, und davon sind allein 20 Szenen Teil des Epilogs, der zur Gänze auf den Schlachtfeldern angesiedelt ist.

### Figuren
In den 220 Szenen des Stückes treten ständig neue, unterschiedlichste Figuren auf, in hunderten Stimmen und Dutzenden Dialekten, in allen Farben und Schattierungen von Amts-, Fach- und Umgangssprachen, insgesamt sind es 1114 sprechende und stumme Rollen, Stimmen, Gruppen und Chöre. Die monumentale Personenliste reicht vom Wiener Pülcher und der Straßendirne bis zu kaiserlichen Hoheiten, Erzherzögen, einfachen Soldaten und dem Papst, sie nennt Zeitungsausrufer, Zeitungsleser und Zeitungsherausgeber genauso wie kriegsbegeisterte Kinder, opportunistische Schauspielerinnen, fanatisierte Priester, kriegstrunkene Literaten, dekadente Feschaks, Bettler, Blinde, Invalide, Kriegskrüppel, Larven und Lemuren, Hyänen, Verwundete, Sterbende und Tote. Aber sie nennt keinen Helden. Anti-Helden sind nicht einzelne Figuren, sondern die ganze Menschheit, die sich als des Lebens auf der Erde unwürdig erwiesen hat:

„»Ich habe eine Tragödie geschrieben, deren untergehender Held die Menschheit ist. Weil dieses Drama keinen anderen Helden hat als die Menschheit, so hat es auch keinen Hörer. Woran aber geht mein tragischer Held zugrunde? War die Ordnung der Welt stärker als seine Persönlichkeit? Nein, die Ordnung der Natur war stärker als die Ordnung der Welt. Er zerbricht an der Lüge. Er vergeht an einem Zustand, der als Rausch und Zwang zugleich auf ihn gewirkt hat.«“

Besonders markante Zeitgenossen – etwa Kaiser Wilhelm II. oder den „Herrn der Hyänen“ (Moriz Benedikt) – baute Kraus nahezu originalgetreu in sein Drama ein. Die Kriegsberichterstatterin Alice Schalek wurde von ihm als negativer Typus des sensationsgierigen Kriegsberichterstatters verewigt („Ich möchte nämlich wissen, was haben Sie gefühlt, als Sie den Riesenkoloss mit so viel Menschen im Leib ins nasse, stumme Grab hinabgebohrt haben“, II 31). Weitere historische Figuren im Drama sind u. a. Papst Benedikt XV., Armeeoberkommandant Erzherzog Friedrich, Wilhelm Exner, Hugo Heller, Hugo von Hofmannsthal, Paul von Hindenburg, Feldmarschall Franz Conrad, Kaiser Franz Joseph I., Julius Landesberger von Antburg, Alfred von Montenuovo, Hansi Niese, Prinz Leopold IV. zu Lippe, Rainer Maria Rilke, Rudolf Sieghart, Innenminister Karl Freiherr von Udynski, Franz Werfel, Anton Wildgans.
Die Figuren des Nörglers und des Optimisten treten im Stück immer wieder als satirische Kommentatoren auf und verwenden in der „Tradition des Comicpärchens“ (Hilde Haider-Pregler) Elemente aus der Unterhaltungskultur: Optimist (rundlich, klein), Nörgler (hager, groß). Sie wurden von Peter Lühr/Leonard Steckel, Karl Paryla/Hans Holt, Helmuth Lohner/Peter Weck oder Thomas Maurer/Florian Scheuba gespielt. Noch kabarettistischer begegnen sich im Stück die Figuren von "Abonnent" und "Patriot", fanatischen Zeitungslesern, die in ihren Dialogen dem Sketch und der Doppelconference im Kabarett gleichen.

### Realsatire
Ein Grundthema dieser Kraus’schen Satire entsteht aus einem neuartigen Problem des Kommentars. Lässt sich mit der bloßen Dokumentation, dem reinen Zitat das Problem der Realsatire lösen? (Eine Frage, die sich später auch Kurt Tucholsky gestellt hat) Und wie grell-sarkastisch muss dessen Satire dann beschaffen sein, um sich gegenüber der Realsatire Gehör zu verschaffen? Realsatire meint also die Absurdität des tagespolitischen Geschehens; in den realpolitische Gegebenheiten nachbildenden Szenen insbesondere der ersten drei Akte sind diese Indizien des Absurden aufgeführt. Dazu zählen:
1. der durch ein als „Bagatelle“ charakterisiertes Ereignis ausgelöste Weltkrieg (I.5)[8]
2. die kriegsfördernde Rolle der Presse im Sinne der „Blutschuld der Phrase“ (II.10; IV.20) bzw. der Propaganda (V.38-41), aber auch im Sinne des Gerüchtes (V.23)
3. das Bündnis zwischen Österreich-Ungarn und Deutschland, dem es in sprachlicher wie mentalitätspsychologischer Hinsicht an Gemeinsamkeit fehlt (II.1, 2; V.9, 27)[9]
4. die Deutung des Krieges als eines Ereignisses moralischer Läuterung (I.29)
5. das deutsche bzw. österreichische Selbstverständnis, „Kulturnation“ zu sein (I.6, 29 ; II.13; III.3-5; IV.29, 37)
6. die verlogene Ideologie des „Verteidigungskrieges“ (I.5; II.26; III.34)
7. die Lächerlichkeit führender Monarchen wie Kaiser Franz Joseph I. (IV.31) oder Wilhelm II. (I.23; IV.37) und Politiker wie Paul von Hindenburg (IV.25)
8. der Weltkrieg insgesamt, da Kraus bzw. der Nörgler diesen als heimlichen Religionskrieg zwischen dem „judaisierten Christentum“ und dem „asiatischen Geist“ begreift (I.29) und gar eine „Ähnlichkeit des neu-deutschen und des alt-hebräischen Eroberungsdranges“ behauptet (III.14)[10]

Diese Ebene der ursprünglichen Farce ergänzt der Kriegsverlauf durch weitere, keinesfalls weniger absurd-lächerliche Fakten:
1. die Absurdität teils jüdischer (Alexander Roda Roda, II.15), teils weiblicher (Alice Schalek, I.21, 26; II.7, 19, 30, 31; III.2, 33; IV.10; V.16, 48) Kriegsberichterstatter
2. der Verlust multikultureller Sprachkultur, welcher im Prozess der Eindeutschung ausländischer Begriffe zum Ausdruck kommt (I.8; II.17)
3. die Kultur der Drückeberger, welche Kraus zu den eigentlichen Kriegsgewinnern zählt (I.11; III.25-26)
4. die Gleichschaltung verschiedener Bereiche des sozialen Lebens wie etwa Wissenschaft (I.22), Kunst (I.14), Kirche (II.6; III.15-18) und Gesundheitswesen (IV.7-8)
5. die Fehleinschätzung der Entente-Mächte und deren vermeintlich moralischer Krise durch die Bündnispartner (I.11; IV.26)
6. die Barbarisierung der Menschen im Zuge fortschreitenden Kriegsgeschehens (I.6);
7. die Kriegslyrik Felix Dörmanns, Ludwig Ganghofers (I.23), Hans Müllers (II.10; III.9), Alfred Kerrs (III.20), Ottokar Kernstocks (III.32) oder Richard Dehmels (III.35)
8. die Kriegsbegeisterung der Kinder (III.40; IV.22)
9. die verlogenen Empfänge der heimkehrenden Kriegsinvaliden (V.51-52)
10. die Tatsache, dass England und Frankreich mit den von Reichsdeutschen gestellten Waffen kämpfen (II.10)[11]

## Aufführungsgeschichte
Karl Kraus selbst hat das Stück zunächst für unspielbar erklärt. Im Vorwort zur Buchausgabe schrieb er: Die Aufführung des Dramas, dessen Umfang nach irdischem Zeitmaß etwa zehn Abende umfassen würde, ist einem Marstheater zugedacht. Theatergänger dieser Welt vermöchten ihm nicht standzuhalten. Es gab zunächst einige Aufführungen des Epilogs, die erste, an der Kraus selbst mitwirkte, am 4. Februar 1923 in Wien. Kraus hat 1929/30 auch eine Bühnenfassung erarbeitet, mit etwa einem Drittel der Szenen, ohne Vorspiel und Epilog und ohne die meisten Szenen des Nörglers. Daraus hat er auch in seinen Vorlesungen vorgetragen. Als jedoch bekannte Regisseure wie Max Reinhardt oder Erwin Piscator die Letzten Tage inszenieren wollten, lehnte er ab, wohl aus Angst, sie würden aus dem Stück ein Unterhaltungsspektakel machen. Für aufführbar hielt Karl Kraus seine Tragödie nicht, denn er befürchtete, dass dabei »ein Zurücktreten des geistigen Inhalts vor der stofflichen Sensation wohl unvermeidbar wäre«. Da die Rechteverwalter Kraus’ Diktum von der Unaufführbarkeit wörtlich nahmen, kam es bis 1964 (Wiener Festwochen) zu keiner szenischen Aufführung, die Aufführung des gesamten Dramas steht überhaupt aus.

### Szenische Aufführungen
- 1923 Neue Wiener Bühne in Wien, 4. Februar, Uraufführung des Epilogs Die letzte Nacht. Karl Kraus selbst spielte den „Herrn der Hyänen“ und sprach die „Stimme von oben“. Regie: Karl Forest und Richard Wiener. Ein Gastspiel dieser Produktion in Prag wurde von der Zeitung Bohemia verhindert.
- 1928 Kraus gestattete der sozialdemokratischen Kunststelle in Wien, das Stück bühnengemäß aufzuführen, das Vorhaben konnte aber nicht verwirklicht werden.
- 1930 Versuchsbühne des Theaters am Schiffbauerdamm Berlin, Aufführung des Epilogs Die Letzte Nacht, am 16. Januar 1930 nachts um 0:00 Uhr, d. h. als eine Veranstaltung von Heinrich Fischers „Versuchsbühne“. Regie führte Leo Reuss, den Herrn der Hyänen spielte Wolfgang Heinz; Agnes Straub sprach die Stimme von oben. Weiters wirkten mit: Ernst Ginsberg, Erich Ponto, Theo Lingen, Hans Schweikart, Paul Morgan, Manfred Fürst, Friedrich Gnass und Hans Heinrich von Twardowski. Die Musik komponierte Hanns Eisler op. 36,2. Die Partitur geriet nach der Uraufführung in Vergessenheit und wurde erst in den 1990er Jahren von Heinz Karl Gruber wieder aufgeführt.
- 1945 Wiener Volkstheater, Matinée zum Gedächtnis an Karl Kraus mit der Erstaufführung der vier letzten, apokalyptischen Szenen des Epilogs Die letzte Nacht (mit einer Gedenkrede von Stadtrat Viktor Matejka), die auch zu einem regulären Theaterabend unter dem Titel Das menschliche Antlitz wurde (Regie: Günther Haenel) mit Dorothea Neff (Mutter), Egon von Jordan (Zagorski), Karl Skraup (Sterbender Soldat), Theodor Grieg (Offizier des Kriegsgerichts), Karl Schellenberg (Hauptmann Prasch), Karl Blühm (Verwundeter), Andreas Wolf (Erblindeter), Ludwig Hillinger (Nowotny von Eichensieg), Hans Frank (Dr.-Ing. Abendrot), Oskar Wegrostek (Freßsack), Walter Ladengast (Herr der Hyänen), Walter Gynt (Nörgler), Robert Lindner (Stimme von oben). Bühnenbild: Gustav Manker.
- 1963. Der österreichische Unterrichtsminister Heinrich Drimmel (ÖVP) untersagte dem Burgtheater eine für die Wiener Festwochen 1964 geplante Aufführung. Er nahm Anstoß an Szenen, in denen ein Feldkurat Mörser-Detonationen mit dem Ausruf „Bumsti“ kommentiert und Kaiser Franz Joseph I. das Begräbnis des Thronfolgers Franz Ferdinand als „freudiges Erlebnis“ bezeichnet.[12]
- 1964 Wiener Festwochen im Theater an der Wien (Regie: Leopold Lindtberg). Erste szenische Aufführung mit 42 Szenen, nach einer Bühnenfassung von Heinrich Fischer, Bühnenbild: Hubert Aratym, mit Peter Lühr (Nörgler), Guido Wieland (Optimist), Hubert von Meyerinck (Wilhelm II.), Leonard Steckel, Ernst Stankovski, Dorothea Neff (Teresa Pogatschnigg), Bruno Hübner (Mesner), Otto Schenk (Chramosta), Otto Tausig (Abonnent), Herwig Seeböck (Patriot), Kurt Sobotka,  Gerhard Steffen, Oskar Wegrostek, Edd Stavjanik, Margarete Fries, Otto Bolesch, Robert Dietl, Kurt Jaggberg, (fürs Fernsehen verfilmt von Walter Davy. Hörspielfassung mit Ernst Meister als Sprecher).
- 1974 Theater Basel, Fassung für zwei Abende (Regie: Hans Hollmann) mit Susanne Tremper (Wilhelm II.), Judith Melles, Hubert Kronlachner, Helmut Berger, Wolfram Berger, Lore Brunner, Adolph Spalinger, Rosalinde Renn, Klaus-Henner Russius, Jochen Tovote, Marion Lindt, Sunnyi Melles u. a.
- 1980 Wiener Festwochen im Wiener Konzerthaus (Regie: Hans Hollmann) 7½-stündige Basler Fassung für zwei Abende, mit Helmut Lohner (Nörgler), Peter Weck (Optimist), Eva Kerbler (Schalek), Evelyne Hall (Wilhelm II.), Paulus Manker (Abonnent), Emmy Werner (Patriot), Götz Kauffmann (Chramosta), Helmut Berger (Haymerle), Alexander Goebel (Dohna), Judith Melles (Biach), Hubert Kronlachner (Lehrer), Bernhard Letizky (Roda Roda) u. a., auch TV (ORF).
- 1983 Edinburgh (Regie: Robert David MacDonald)
- 1988 Feyzin und Paris (Théâtre de la Bastille, Festival d'Automne) (Regie: Philippe Delaigue & Enzo Cormann) Uraufführung der Fassung von Karl Kraus (1929)
- 1990 Fiat-Halle Lingotto in Turin (Regie: Luca Ronconi), vierstündiger Theaterabend für mehr als sieben Millionen Mark Produktionskosten, ermöglicht mit Unterstützung der Agnellis, mit Massimo De Francovich (Nörgler), Annamaria Guarnieri (Schalek), Luciano Virgilio (Optimist)
- 1990 Linzer Landestheater (Regie: Klaus-Dieter Wilke)
- 1995 Schauspiel Frankfurt (Regie: Peter Eschberg) mit Wolf Bachofner, Jürgen Holtz, Robert Hunger-Bühler, Susanne Tremper,  Peter Lerchbaumer
- 1995 Theater in der Josefstadt, Wien (Regie: Werner Schneyder) mit Nikolaus Paryla (Nörgler), Marianne Nentwich (Schalek), Herbert Föttinger, Adi Hirschal
- 1997 Teatr Powszechny Warschau (Regie: Piotr Cieślak, Bühnenfassung: Jacek St. Buras und Piotr Cieślak u. a.) mit Kazimierz Kaczor, Franciszek Pieczka, Stanisław Tym[13]
- 1999 Deutsches Nationaltheater Weimar (Regie: Susanne Lietzow)
- 1999–2005 U-Boot-Bunker „Valentin“ in Bremen-Farge (Regie: Johann Kresnik). Prozessionstheater mit 39 zum Teil gekürzten Szenen. Die Zuschauer reisten mit Schiff und Bussen an. Schauspieler führten die Zuschauer wie in einem Stationendrama zu den einzelnen Spielorten. Für den Bau des Bunkers ließen zwischen 1943 und 1945 Tausende von Zwangsarbeitern ihr Leben, sie wurden gequält, erschlagen oder starben an Erschöpfung.[14]
- 2000 Festspiele Reichenau im Südbahnhotel (Regie: Hans Gratzer) (Puppenszenen: Julia Reichert) mit Otto Schenk, Peter Matic, Marianne Mendt
- 2005 Theater im Bunker, Mödling (Regie: Bruno Max) mit Rüdiger Hentzschel, Michael Fuith
- 2006 Südbahnhotel (Regie: Christopher Widauer, Spielfassung: Hans Haider) mit Peter Matic, Wolfgang Hübsch, , Gabriele Schuchter, Jürgen Maurer
- 2008 Theater Kikker, Utrecht. Die Produktion des Theaterkollektivs 't Barre Land wurde zum Flämischen Theaterfestival 2009 eingeladen.
- 2008 Stadttheater Bruneck (Regie: Claus Tröger)
- 2010 Hebbel am Ufer, Berlin (Regie: Patrick Wengenroth)
- 2013 Bristol Old Vic (Regie: John Retallack und Toby Hulse)
- 2014 Staatsschauspiel Dresden (Regie: Wolfgang Engel) mit Wolfgang Engel, Christine Hoppe, Sebastian Wendelin, Ben Daniel Jöhnk, Hannelore Koch
- 2014 Nationaltheater Prag (Regie: Robert Wilson) mit Soňa Červená. Wilson kombinierte das Stück mit Hašeks "Der brave Soldat Schwejk"
- 2014 Wiener Volkstheater (Regie: Thomas Schulte-Michels) mit Günter Franzmeier, Haymon M. Buttinger, Rainer Frieb, Marcello de Nardo

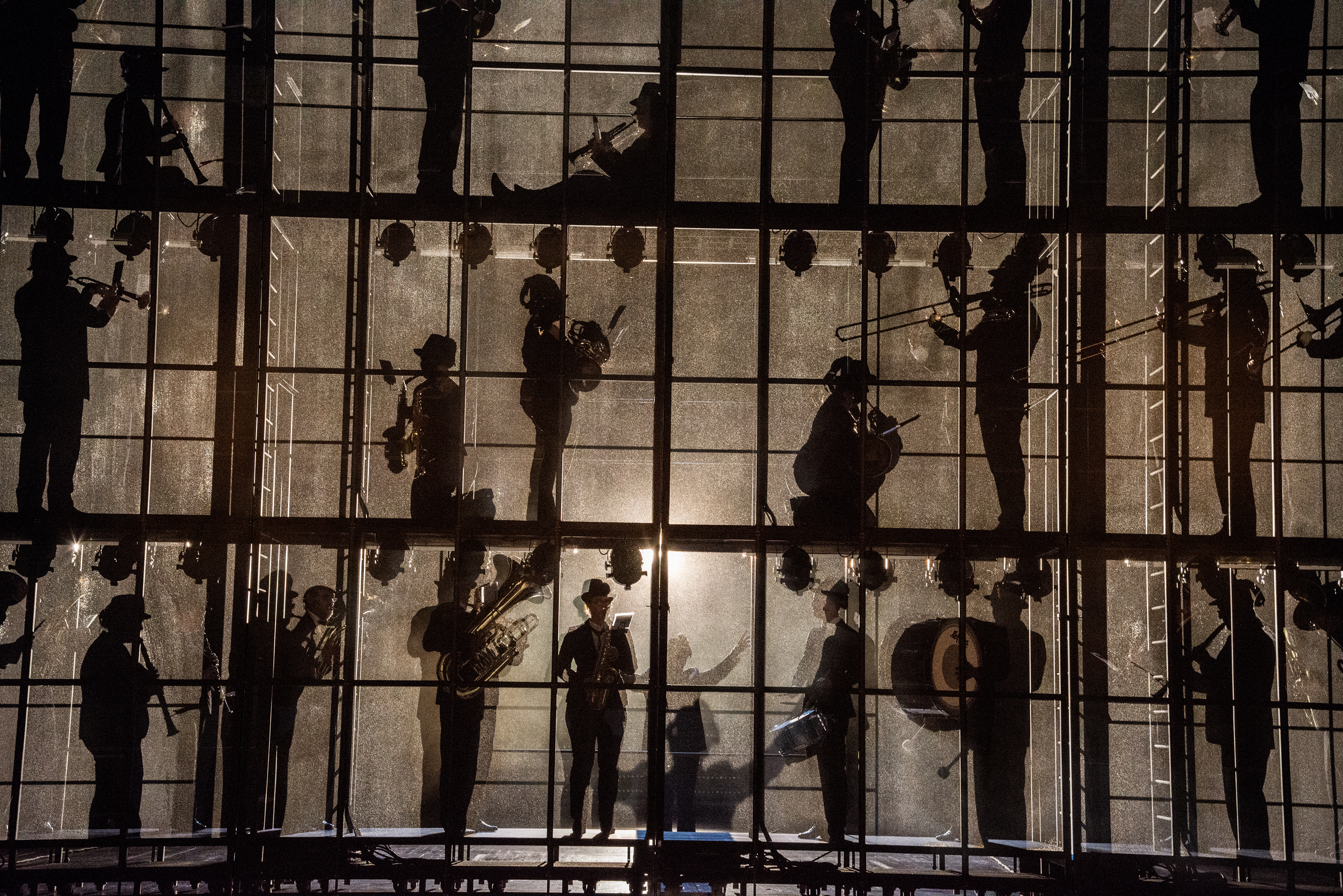
Aufführung der Salzburger Festspiele 2014

- 2014 Salzburger Festspiele und Wiener Burgtheater (Regie: Georg Schmiedleitner), mit Dietmar König (Nörgler), Gregor Bloéb (Optimist), Dörte Lyssewski (Schalek), Peter Matić, Petra Morzé, Elisabeth Orth, Christoph Krutzler, Alexandra Henkel, Stefanie Dvorak, Laurence Rupp; Tommy Hojsa u. a.
- 2014 Pfalztheater Kaiserslautern (Regie: Dominik von Gunten)
- 2016 Comédie-Française Paris (Regie: David Lescot), mit Sylvia Bergé, Bruno Raffaelli, Denis Podalydès
- 2017 Teatro Nacional D. Maria II Lissabon
- 2017 Maison de la Culture de Seine-Saint-Denis Bobigny MC93 (Regie: Nicolas Bigards)
- 2018 Serbenhalle Wiener Neustadt (Regie: Paulus Manker), mit Alexander Waechter, Iris Schmid u. a. Zum Jahrestag des Kriegsendes 1918 wurden in einer ehemaligen Waffenfabrik über 100 Szenen des Dramas simultan an über 20 Schauplätzen aufgeführt. Es gelangte sogar ein Eisenbahnzug zum Einsatz, mit dem das Publikum an die Kriegsschauplätze gefahren wurde.[15] Der "Kurier" bezeichnete die Aufführung als "DAS Theaterereignis des Jahres".[16] Die Aufführung wurde 2019 in einer noch längeren Fassung wiederholt und 2020 in der Alten Remise in Wien-Meidling wieder aufgenommen.
- 2018 Leith Theatre Edinburgh (Regie: John Paul McGroarty und Yuri Birte Anderson) mit den Tiger Lillies und Schauspielern aus Schottland, Irland, Polen, Deutschland, Frankreich, Ukraine und Serbien. Die Aufführung gastierte 2019 im Theaterlabor Bielefeld und im Theater a Part in Kattowitz.
- 2021 Belgienhalle, Berlin-Siemensstadt (Regie: Paulus Manker). Neuproduktion der Wiener Fassung von 2018/2019. Die Aufführung wurde 2022 am selben Aufführungsort mit noch mehr Szenen und zusätzlichen Berliner Schauspielern wiederholt.[17] 2023 schließlich wurde die Aufführung im Südbahnhotel am Semmering gezeigt, einem der Originalschauplätze des Stücks, auf dessen Aussichtsterrasse die 9. Szene des 2. Aktes spielt.
- 2025 Oper Köln. Oper von Philippe Manoury (Regie: Nicolas Stemann) mit Anne Sofie von Otter, Sebastian Blomberg
- 2025 Salzburger Festspiele (Pernerinsel)/Burgtheater Wien (Regie: Dušan David Pařízek) mit Michael Maertens, Dörte Lyssewsk, Marie-Luise Stockinger, Branko Samarovski u. a.

### Lesungen und Hörspiele
- 1917–1930 Lesungen durch Karl Kraus in Wien, Berlin, Paris, Prag, Teplitz-Schönau, Mährisch-Ostrau
- 1930 Lesung der "Bühnenfassung des Autors" durch Karl Kraus in Wien, Berlin, Prag, Brünn
- 1942 New York, szenische Auswahl mit österreichischen Emigranten am 2. Mai 1942
- 1945 Zürcher Schauspielhaus, Leitung: Leopold Lindtberg (las auch den Nörgler und die Anmerkungen). Leseaufführung an zwei Abenden mit 72 Szenen, gelesen von Therese Giehse (Schalek), Maria Becker, Ernst Ginsberg, Wolfgang Langhoff, Karl Paryla, Leonard Steckel, Fritz Delius, Wolfgang Heinz, Kurt Horwitz, Erwin Parker, Traute Carlsen, Grete Heger, Robert Freitag, Emil Stöhr
- 1947 Hörspiel (Hessischer Rundfunk), Bearbeitung: Stephan Hermlin, Regie: Theodor Steiner, mit Ursula Langrock, Wolfgang Büttner, Stephan Hermlin, Siegfried Lowitz, Hans-Otto Grünefeldt
- 1957 Matinee am Deutschen Theater in Ost-Berlin mit Erika Pelikowsky, Hortense Raky, Wolfgang Heinz, Wolfgang Langhoff, Georg Lhotzky, Karl Paryla, Emil Stöhr, Rudolf Wessely
- 1962–1972 Schallplatten (Preiser Records), 5 Teile, 100 Szenen mit Helmuth Qualtinger.
- 1974 vollständige Aufnahme (ORF Wien) mit 160 Schauspielern, darunter Karl Paryla, Hans Holt, Axel Corti, Leopold Rudolf, Jane Tilden, Peter Weck, Heinz Moog, Fred Liewehr, Ernst Waldbrunn, Werner Hinz, Maxi Böhm, Heinz Reincke, Fritz Muliar, Vilma Degischer, Alma Seidler, Ewald Balser, Klausjürgen Wussow, Kurt Sowinetz, Achim Benning, Sebastian Fischer, Otto Tausig, Harry Fuß, Kurt Heintel, Egon von Jordan, Kurt Sobotka, Herwig Seeböck, Heinz Holecek, Rudolf Jusits, Gerhard Steffen, Erich Padalewski, Alfred Böhm, Herbert Propst, Herbert Prikopa u. a. (Regie: Hans Krendlesberger).
- 1979ff Lesungen mit Helmut Qualtinger am Hamburger Schauspielhaus und am Schauspielhaus Wien

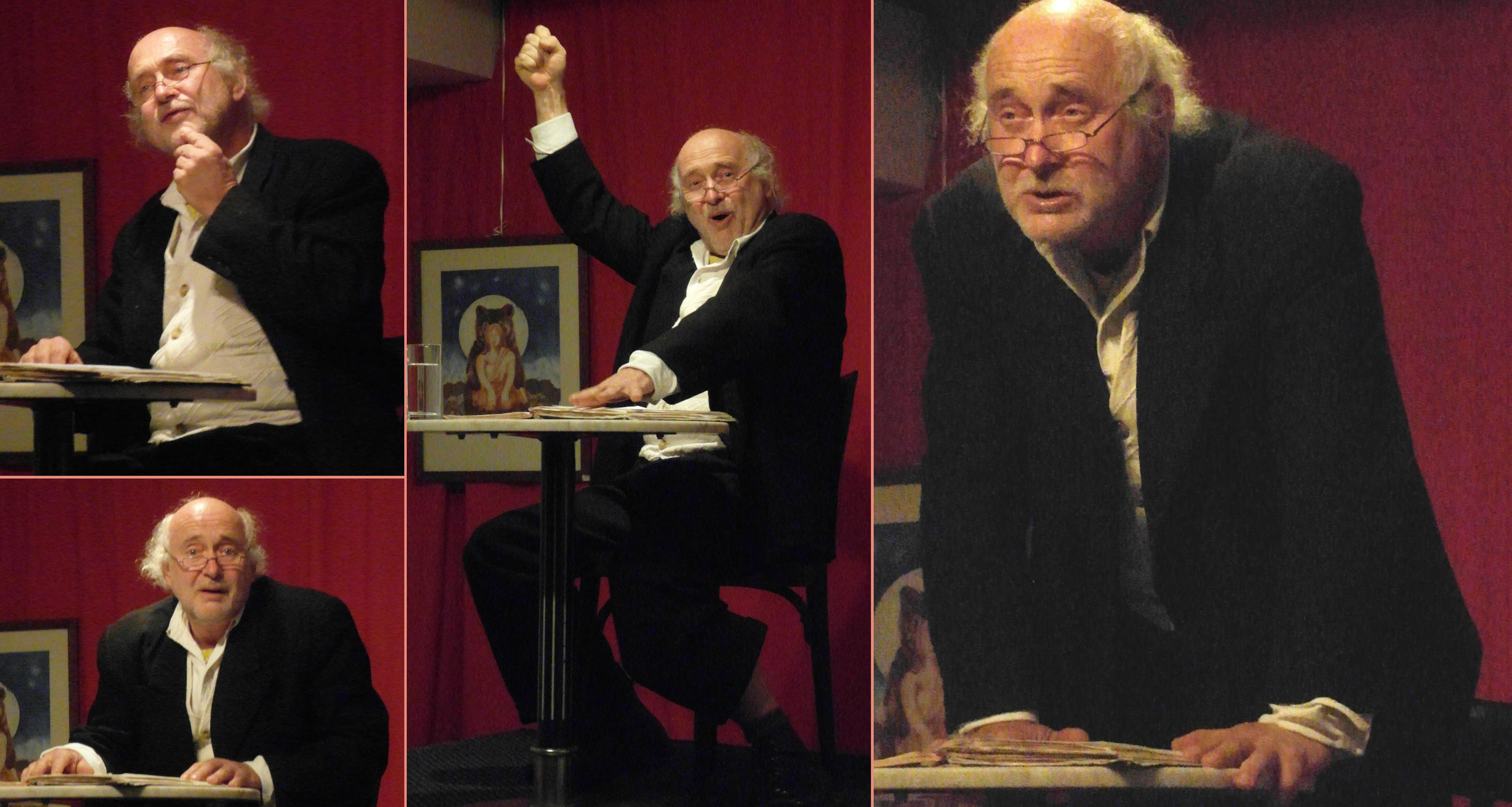
Lesung von Justus Neumann, Wien 2010

- 1981 Tournee mit Hans Hollmann, Susi Nicoletti, Peter Matić, Nikolaus Paryla
- 1986  Lesung der Spielfassung von Karl Kraus von 1929 in Paris (1987 auch in Brüssel)
- 1999 Lesung von Jörg Hube im Bürgerhaus Unterschleißheim
- 2000 Gesamtlesung in 6 Tagen in Schloss Elmau, mit Corinna Kirchhoff, Michael Heltau, Rainer Bock, Regie: Rainer Stephan
- 2001 Lesung von Justus Neumann im Rabenhof Theater Wien
- 2001 Lesung von Erich Schaffner
- 2004 Lesung von Justus Neumann, La Mama Theatre, New York (Regie: Hanspeter Horner)
- 2014 Lesung zur Eröffnung der Salzburger Festspiele mit Sven-Eric Bechtolf und Cornelius Obonya
- 2014 Lesung des gesamten Werkes an 16 Abenden von Martin Ploderer im Pygmalion Theater Wien
- 2014 Lesung von Erwin Steinhauer am Theater in der Josefstadt und in Reichenau an der Rax
- 2014 Lesung von Franz Schuh und Maria Hofstätter in Gmunden
- 2014 Tournee-Lesung von Hans Hollmann zur Erinnerung an den Ausbruch des 1. Weltkrieges
- 2024 Wiederaufführung der Produktion von 2014 in zwei Teilen im Radio-Programm Ö1 (Regie: Peter Rosmanith und Erwin Steinhauer)[18]

### Filmadaptionen
- 1964 NDR/ORF, Verfilmung einer Aufführung der Wiener Festwochen (Regie: Walter Davy).
- 1980 ORF Aufzeichnung einer Aufführung im Wiener Konzerthaus, (Regie: Hans Hollmann)
- 1990 RAI, Fiat-Halle Lingotto in Turin, (Regie: Luca Ronconi)
- 1992 WDR Im Visier: Die letzten Tage der Menschheit. Ein Film über Karl Kraus, den Krieg und die Journalisten. (58 Min), (Regie: Ivo Barnabò Micheli)
- 1995 Hessischer Rundfunk, Aufführung des Schauspiel Frankfurt (Regie: Peter Eschberg)
- 1999 ARTE, Aufführung im U-Boot-Bunker Valentin in Bremen-Farge (Regie: Johann Kresnik)
- 2006 ORF, Aufführung aus dem Südbahnhotel am Semmering (Regie: Christoph Wiedauer)

## Rezeption
- Mit folgenden Worten beschrieb Friedensnobelpreisträger Alfred Fried im Mai 1920 in seiner "Friedens—Warte" (XXII. Jahrgang, Nr. 2) das Stück. »Bis zu den »Letzten Tagen der Menschheit« hatte man den Ersten Weltkrieg immer nur von der Vorderseite aus gesehen. Die brennenden Dörfer und Städte, die im Drahtverhau zappelnden Verwundeten, die geplünderten Heimstätten, die Leiden des Schützengrabens, die zerfetzten Leiber, die versklavten Männer, die entehrten Frauen sind aber nur eine Seite der angeblich gottgewollten Einrichtung des großen »Weltenbrandes«. An das Dahinter hatten die wenigsten gedacht. Bei Karl Kraus aber wird der Krieg in erschreckender Plastik zum erstenmal dreidimensional gezeigt. In den »Letzten Tagen der Menschheit« wendet er unseren Blick auf die noch viel größeren Gräuel auf der Rückseite des Krieges. Das Stück lässt erstmals einen Einblick zu in jenes Getriebe, aus dem das Gift herausgewachsen ist, es zeigt, wie es belebend auf die Mikroben der Fäulniserregung einwirkte. Wie der aufgewirbelte Schlamm sich an der Sonne lieblich färbte, der Eiter in Gold erglänzte, der Kot sich als Edelstein ausgab, »in den Tagen, da für Henker und Schieber das goldene Zeitalter anbrach«. Man musste sich eingestehen: Wie falsch habe ich doch den Krieg bisher gesehen, meine bisherige Anschauung war ein Irrtum! Erst jetzt entdecken wir das Land, an dessen Küsten wir bislang nur herumirrten.«
- Regisseur Berthold Viertel nannte es »das gewollt furchtbarste Buch dieser Zeit« und der Journalist Franz Taucher »den grausigsten Spiegel, der jemals einer gepeinigten Menschheit vor das entstellte Antlitz gehalten wurde«.
- Kurt Tucholsky meinte: »Was hier gestaltet ist, mag sich oft erst nach der Gestaltung ereignet haben. Und was sich nicht ereignet hat, das hat nur vergessen, sich zu ereignen – so grauenhaft echt ist das alles.« (Berliner Tageblatt, 22.01.1920, Nr. 39.)
- Helmuth Kiesel hebt dieses Weltkriegsdrama als groß dimensioniert, facettenreich und vielschichtig hervor[19] und erwähnt Edward Timms: Ein „Meisterwerk der Antikriegssatire“ liege vor. Allerdings sei, so zitiert Kiesel den Karl-Kraus-Interpreten Timms weiter, während der seit anno 1915 andauernden jahrelangen Arbeit an dem überdimensionierten Stück eine Wandlung des Autors vom „loyalen Satiriker“ zum „Republikaner mit starken sozialistischen Sympathien“ beobachtbar.[20] Des Weiteren nimmt Kiesel einen Weltbühne-Artikel Tucholskys vom Oktober 1927 als Ausgangspunkt, wenn er den Pazifismus, der dem Text innewohnt, reserviert beleuchtet: Kaum ein Zeitgenosse habe „eine ganze Epoche seines Lebens als sinnlos“ abtun können. Somit finde die zögerliche Aufnahme des Textes eine Erklärung.[21]

### Ausgaben (Auswahl)
- Aktausgabe [1918/1919]: Die letzten Tage der Menschheit. Tragödie in fünf Akten mit Vorspiel und Epilog. In vier Heften der „Fackel“, Wien Dezember 1918 (Epilog) und 1919 (Vorspiel und Akt 1 / Akt 2 & 3 / Akt 4 & 5).
- Buchausgabe [1922]: Verlag „Die Fackel“, Wien/Leipzig.
- Buchausgabe [1945]: Pegasus Verlag, Zürich. Mit einem Porträt-Frontispiz und einer Schriftprobe.
- Bühnenfassung 1929/1930 des Autors. Hrsg. von Eckart Früh. Suhrkamp, Frankfurt am Main 1992, ISBN 3-518-45715-2.
- Bühnenfassung 1964 für einen Abend von Heinrich Fischer und Leopold Lindtberg. Gustav Kiepenheuer, Berlin-Dahlem.
- Die letzten Tage der Menschheit. Hg. und mit einem Nachwort von Franz Schuh. Jung und Jung, Salzburg 2014, ISBN 978-3-99027-006-6.
- Die letzten Tage der Menschheit, 441 Originalzitate aus dem Stück und eine komplette Ikonographie in 1500 Abbildungen, Hg. von Paulus Manker, mit einem Vorwort von Elfriede Jelinek, 800 Seiten, Verlag Marstheater, Wien 2024, ISBN 978-3-200-09794-0.

### Sekundärliteratur
- Helmuth Kiesel: Geschichte der deutschsprachigen Literatur 1918 bis 1933. C. H. Beck, München 2017, ISBN 978-3-406-70799-5.